# كاريس بيشوني
كاريس بيشوني (الاسم العلمي: Carissa pichoniana) هي نوع نباتي يتبع جنس الكاريس من فصيلة الدفلية.